# الإسلام في بولندا

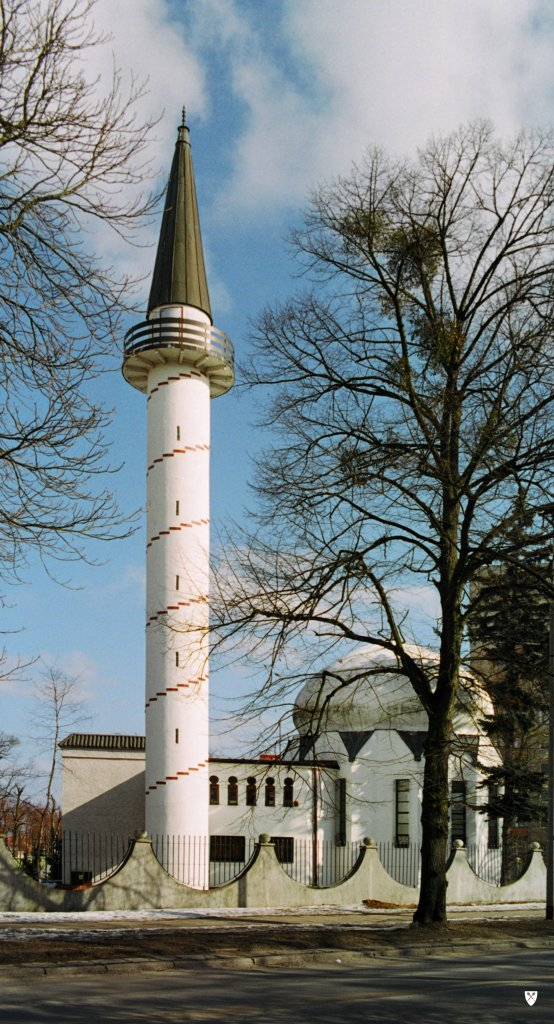
مسجد غدانسك

الإسلام في بولندا حسب المسجل تاريخيا بدأ ظهور المسلمين في بولندا بشكل واضح في القرن الرابع عشر الميلادي. وما زال عددهم هناك قليلاً حسب التقديرات الإعلامية التي تقول بأن عددهم الآن حوالي 31 ألف مسلم فقط وأكثرهم من أهل السنة. علماً أن عدد سكان بولندا يبلغ حوالي 38 مليون نسمة تقريبا. وهذا يعني أن نسبة المسلمين في بولندا أقل من 0.1%.

## موقع بولندا
توجد بولندا وسط قارة أوروبا، ويحدها بحر البلطيق من الشمال وتشيكوسلوفاكيا من الجنوب، والاتحاد السوفيتي (السابق) من الشرق والشمال الشرقي، وألمانيا من الغرب، وعاصمتها وارسو.

## وصول الإسلام إلى بولندا
بدأ أول اتصال بالمسلمين عندما هاجم التتار بولندا في القرن الثالث عشر الميلادي سنة ( 1249 م ) وتحول هذا العداء إلى مهادنة، وذلك عندما استعان البولنديون بالتتار لصد هجمات الألمان فانضم الكثير من التتار إلى الجيش البولندي شريطة أن تكون لهم الحرية في القيام بشعائرهم الإسلامية وهكذا تكونت أول جالية إسلامية في بولندا التي كانت تتمتع باحترام ملوك بولندا وبنيت المساجد والمدارس الإسلامية، وفي القرن الخامس عشر الميلادي( التاسع الهجري ) كانت حدود بولندا تشترك مع دولتين إسلاميتين، هما دولة القرم والدولة العثمانية وفي القرن العاشر الهجري تعرض المسلمين إلى موجة من الاضطهاد فهاجر الكثير منهم واشتعلت الحرب بين بولندا وجاراتها في سنة ( 1050 هـ - 1640 م )، وعندما اتحدت بولندا مع لتوانيا تطوع الكثير من التتار المسلمين في جيش لتوانيا، وعندما اقتسمت ألمانيا والنمسا وروسيا بولند في أواخر القرن ( الثامن عشر م ) أصبح المسلمون ضمن المناطق المقسمة وكانت الأكثرية من نصيب روسيا القيصرية.
وبعد الحرب العالمية الأولى ظهرت بولندا كدولة مرة أخرى وكان عدد المسلمين يتراوح بين 100 ألف و150 ألف وانتعشت أحوال الأقلية المسلمة، فبنوا المساجد والمدارس وكانت مدينة ( فليوس ) في شمال شرقي البلاد مركز المفتي ومقر الجمعية الإسلامية في بولندا وهي الآن تتبع لتوانيا، وفي سنة 1944 ( أحرق ) ستالين 15 مسجداً وبداخلها المصلون يوم عيد الفطر، وبعد الحرب العالمية الثانية تقلصت مساحة بولندا، وقل عدد المسلمين فيها ويقدر عددهم بحوالي 10آلاف.

## المنظمات والهيئات الإسلامية
التنظيم الإسلامي الوحيد في بولندا يتمثل في المجلس الإسلامي البولندي ومقره مدينة بياوتسنوك حيث أكبر تجمع إسلامي في بولندا، ويوجد مسجد في مدينة (جدانسك ) أقامة أحد أبناء الإمارات العربية المتحدة. ويصدر المسلمين في وارسو جريدة ( المجلة الإسلامية ) وتصدر باللغة البولندية، وهاجر بعض المسلمين البولنديين إلى الولايات المتحدة واستقروا في حي بروكلين في نيويورك.

## المتطلبات
يعاني المسلمون في بولندا صعوبة التأقلم في حياتهم، وذلك يعود إلى ثلاثة أسباب رئيسية:
1. نقص المدارس الإسلامية.
2. الحاجة إلى ترجمة معاني القرآن والكتب الإسلامي باللغة البولندية.
3. انقراض أئمة المساجد مما أدى إلى هجر المساجد.

## وصلات خارجية
- (بالإنجليزية) Non-Polish Sunni website on Sunni Islam, Muslims, Mosques, Koran in Poland
- (بالإنجليزية) Polish Shi'a website on Islam
- (بالإنجليزية) Mosques in Poland. Past and present